# Нове Місто (Новозибківський район)
Нове Місто — колишнє місто Гетьманщини, нині село в Новозибківському районі Брянської області.

## Історія
Вперше згадується в 1560 році у як село (під назвою Тростань). На рубежі XVI-XVII століть запустіло (в 1625 році згадується як селище Тростанське); відновилося близько 1640 року як володіння К. Фаща (під назвою Стара Тростань); пізніше у володінні Рубцова, з 1720 — Івана Голембіовского, з 1735 — Семена Галецького.
У 1 половині XVII століття а недалеко від Старої Тростані виникло селище Нова Тростань (нині — село Тростань Новозибківського району), а за Старою Тростанню згодом затвердилася назва Засуха, що використовувалося аж до перетворення в повітове місто.
16 (27) вересня 1781 року, у зв'язку з утворенням Новоміського повіту, колишнє село Засуха отримало статус міста і сучасне найменування (Нове Місце), а у 1782 році був затверджений герб міста:
|  | «Шість золотих вуликів, поставлені пірамідально один на іншому, оточені золотими бджолами в зеленому полі, що означає великий достаток ними ж, від яких країна ця і збагачується». |

В 1808 році у центрі Новоміського повіту був перенесений до міста Новозибків, у зв'язку з чим повіт став називатися Новозибківський, а колишнє повітове місто Нове Місто стало позаштатним (безповітовим) містом Чернігівської губернії.
В 1865 році був створений новий проект герба, відповідний геральдичним правилам 1857 року розробленим Бернгардом Кене:
|  | «Зелений щит, розділений золотим хрестом, супроводжується 4 золотими бджолами з червленими вусами і лапами. У вільній частині — герб Чернігівської губернії. Щит увінчаний червені стінчатою короною і оточений золотим колоссям, з'єднаними Олександрівською стрічкою». |

Відомості про використання або затвердження цього варіанту герба відсутні.
6 червня 1925 року Нове Місто було визначено селом, з 1929 року входить в Новозибківський район. До 2005 року було центром Новоміської сільради.

## Новомістенська сотня
У багатьох історико-краєзнавчих працях зустрічається помилкове твердження, що Нове Місто до 1781 року було центром Новомістенської сотні Стародубського полку. Однак жодних документальних свідчень цього не наводиться — висновок робиться авторами лише з подібності найменувань і територіальної близькості Новомістенської сотні і Новомістенського повіту. Насправді ж, до 1781 року нинішнє село Нове Місто називалося Засуха і входило до складу Топальської сотні Стародубського полку. Влада ж Новомістенської сотні розташовувалася в полковому місті Стародубі.

## Геологія
Височина біля села (на правому березі Іпуті) є єдиним у Брянській області залишком дольодовикового рельєфу, де виходять на поверхню піски третинної геологічної системи. Родовище крейди.